# Галеевка (Гомельский район)
Гале́евка (бел. Гале́еўка) — деревня в Урицком сельсовете Гомельского района Гомельской области Республики Беларусь.

## География

### Расположение
В 20 км на запад от Гомеля.

### Гидрография
На севере и западе мелиоративные каналы, соединённые с рекой Уза (приток реки Сож).

## Транспортная сеть
Транспортные связи по просёлочной, затем автомобильной дороге Жлобин — Гомель. Планировка состоит из прямолинейной улицы меридиональной ориентации, к которой на севере и юге присоединяются переулки. Застройка двусторонняя, деревянная, усадебного типа.

## История
Обнаруженные около деревни курганные могильники железного века свидетельствуют про заселение этих мест с давних времён. По письменным источникам известна с XIX века как слобода в Телешевской волости Гомельского уезда Минской губернии. Хозяин поместья Галеевка дворянин Ю. М. Солтан-Пересвет владел здесь в 1878 году 445 десятинами земли. В 1886 году работал хлебозапасный магазин. Согласно переписи 1897 года располагались: школа грамоты, 2 ветряные мельницы, кузница, трактир. Рядом было одноимённое поместье. В 1909 году 1257 десятин земли, школа.
С 8 декабря 1926 года по 30 декабря 1927 года центр Галеевского сельсовета Уваровичского района Гомельского округа. В 1929 году организован колхоз. Во время Великой Отечественной войны 3 сентября 1943 года немецкие оккупанты полностью сожгли деревню и убили 61 жителя. 34 жителя погибли на фронте. В 1959 году в составе колхоза имени М. С. Урицкого (центр — деревня Урицкое).
До 31 октября 2006 года в составе Старобелицкого сельсовета.

## Население

### Численность
- 2004 год — 55 хозяйств, 110 жителей

### Динамика
- 1833 год — 18 дворов
- 1886 год — 48 дворов, 226 жителей
- 1897 год — 84 двора, 536 жителей (согласно переписи)
- 1909 год — 91 двор, 609 жителей
- 1959 год — 270 жителей (согласно переписи)
- 2004 год — 55 хозяйств, 110 жителей